# میگل ویلارجو
میگل ویلارجو (انگلیسی: Miguel Villarejo؛ زادهٔ ۲۴ اوت ۱۹۸۸) بازیکن فوتبال اهل اسپانیا است.